# Richard Kapita
Richard Masaiti Kapita (* 21. Oktober 1955) ist ein sambischer Politiker der United Party for National Development (UPND) und später der Patriotic Front (PF).

## Leben
Kapita absolvierte ein postgraduales Studium im Fach Management, das er mit einem Master of Business Administration (M.B.A.) beendete, und war als Verwaltungsbeamter tätig. Bei den Wahlen am 27. Dezember 2001 wurde er für die United Party for National Development (UPND) zum Mitglied der Nationalversammlung Sambias gewählt, in der er bis zu 2006 den Wahlkreis Mwinilunga vertrat.
Er wurde nach der Wahl vom 11. August 2016 von Präsident Edgar Lungu als Vertreter der Patriotic Front (PF), der er mittlerweile beigetreten war, für einen der acht vom Präsidenten zu vergebenden Sitze der Nationalversammlung Sambias benannt. Im September 2016 berief ihn Präsident Lungu auch zum Provinzminister für die Nordwestprovinz in dessen Kabinett.